# Гол місяця Ла-Ліги

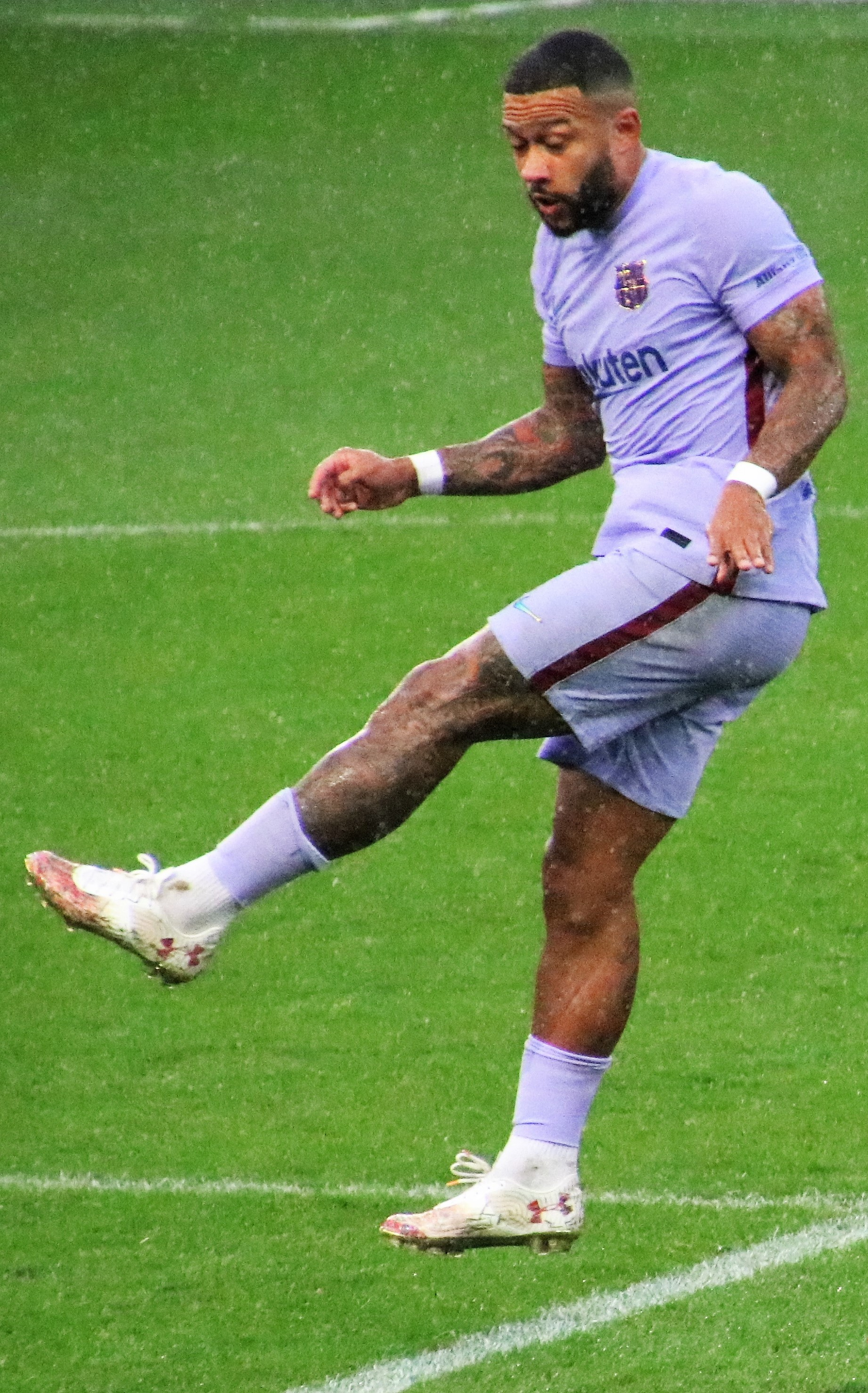
Мемфіс Депай став першим гравцем, який був визнаний автором кращого голу місяця в Ла-Лізі

Гол місяця Ла-Ліги (ісп. Mejor Gol de Liga del mes) — нагорода футболісту Ла-Ліги, який був визнаний автором кращого голу в попередньому календарному місяці і вручається за підсумками кожного місяця з серпня по травень увпродовж ігрового сезону. Нагорода була введена з сезону 2023—2024. В рамках спонсорської угоди нагорода офіційно називається «Гол місяця Ла-Ліги EA Sports» (ісп. Mejor Gol La Liga EA Sports).

## Список переможців
| Курсивом | Команда-госпорадка |

| Місяць   | Рік  | Гравець           | Клуб              | Рахунок | Суперник          | Дата              | Джерело |
| -------- | ---- | ----------------- | ----------------- | ------- | ----------------- | ----------------- | ------- |
| Серпень  | 2023 | Мемфіс Депай      | Атлетіко (Мадрид) | 2–1     | Гранада           | 14 серпня 2023    | [ 1 ]   |
| Вересень | 2023 | Жуан Канселу      | Барселона         | 5–0     | Реал Бетіс        | 16 вересня 2023   | [ 2 ]   |
| Жовтень  | 2023 | Сауль Коко        | Лас-Пальмас       | 1–0     | Вільярреал        | 8 жовтня 2023     | [ 3 ]   |
| Листопад | 2023 | Іван Ракитич      | Севілья           | 1–1     | Реал Бетіс        | 12 листопада 2023 | [ 4 ]   |
| Грудень  | 2023 | Айтор Руїбаль     | Реал Бетіс        | 1–1     | Реал Мадрид       | 9 грудня 2023     | [ 5 ]   |
| Січень   | 2024 | Хесус Аресо       | Осасуна           | 3–2     | Хетафе            | 21 січня 2024     | [ 6 ]   |
| Лютий    | 2024 | Вінісіус Жуніор   | Реал Мадрид       | 1–0     | Жирона            | 10 лютого 2024    | [ 7 ]   |
| Березень | 2024 | Ламін Ямаль       | Барселона         | 1–0     | Мальорка          | 8 березня 2024    | [ 8 ]   |
| Квітень  | 2024 | Жуан Фелікс       | Барселона         | 1–0     | Кадіс             | 13 квітня 2024    | [ 9 ]   |
| Серпень  | 2024 | Хуан Крус         | Леганес           | 1–0     | Лас-Пальмас       | 25 серпня 2024    | [ 10 ]  |
| Вересень | 2024 | Абдул Мумін       | Райо Вальєкано    | 1–1     | Осасуна           | 16 вересня 2024   | [ 11 ]  |
| Жовтень  | 2024 | Лука Сучич        | Реал Сосьєдад     | 1–1     | Атлетіко (Мадрид) | 6 жовтня 2024     | [ 12 ]  |
| Листопад | 2024 | Мунір Ель-Хаддаді | Леганес           | 3–4     | Жирона            | 2 листопада 2024  | [ 13 ]  |
| Грудень  | 2024 | Ладислав Крейчий  | Жирона            | 2–2     | Вільярреал        | 1 грудня 2024     | [ 14 ]  |
| Січень   | 2025 | Хаві Пуадо        | Еспаньйол         | 1–0     | Вальядолід        | 17 січня 2025     | [ 15 ]  |
| Лютий    | 2025 | Ромен Перро       | Реал Бетіс        | 2–1     | Атлетік (Більбао) | 2 лютого 2025     | [ 16 ]  |
| Березень | 2025 | Умар Садік        | Валенсія          | 3–3     | Осасуна           | 2 березня 2025    | [ 17 ]  |
| Квітень  | 2025 | Ніко Вільямс      | Атлетік (Більбао) | 2–1     | Райо Вальєкано    | 13 квітня 2025    | [ 18 ]  |

## Перемог за країною
Станом на квітень 2025 року
| Країна               | Гравців | Перемог |
| -------------------- | ------- | ------- |
| Іспанія              | 6       | 6       |
| Португалія           | 2       | 2       |
| Бразилія             | 1       | 1       |
| Гана                 | 1       | 1       |
| Екваторіальна Гвінея | 1       | 1       |
| Марокко              | 1       | 1       |
| Нігерія              | 1       | 1       |
| Нідерланди           | 1       | 1       |
| Франція              | 1       | 1       |
| Хорватія             | 1       | 1       |
| Чехія                | 1       | 1       |

## Перемог за клубом
Станом на квітень 2025 року
| Клуб              | Гравців | Перемог |
| ----------------- | ------- | ------- |
| Барселона         | 3       | 3       |
| Леганес           | 2       | 2       |
| Реал Бетіс        | 2       | 2       |
| Атлетік (Більбао) | 1       | 1       |
| Атлетіко Мадрид   | 1       | 1       |
| Валенсія          | 1       | 1       |
| Еспаньйол         | 1       | 1       |
| Жирона            | 1       | 1       |
| Лас-Пальмас       | 1       | 1       |
| Осасуна           | 1       | 1       |
| Райо Вальєкано    | 1       | 1       |
| Реал Мадрид       | 1       | 1       |
| Реал Сосьєдад     | 1       | 1       |
| Севілья           | 1       | 1       |

## Гра місяця Ла-Ліги
Ця нагорода вручалась лише в сезоні 2023—24 за кращу гру ланки місяця Ла-Ліги.
| Місяць   | Рік  | Гравці                             | Клуб            | Рахунок | Суперник        | Дата             | Джерело |
| -------- | ---- | ---------------------------------- | --------------- | ------- | --------------- | ---------------- | ------- |
| Серпень  | 2023 | Горка Гурусета і Ніко Вільямс      | Атлетік Більбао | 2–0     | Осасуна         | 19 серпня 2023   | [ 19 ]  |
| Вересень | 2023 | Фран Гарсія і Федеріко Вальверде   | Реал Мадрид     | 1–1     | Реал Сосьєдад   | 17 вересня 2023  | [ 20 ]  |
| Жовтень  | 2023 | Жерар Гумбау і Браян Сарагоса      | Гранада         | 2–0     | Барселона       | 8 жовтня 2023    | [ 21 ]  |
| Листопад | 2023 | Альберто Молейро і Кіріан Родрігес | Лас-Пальмас     | 1–0     | Атлетіко Мадрид | 3 листопада 2023 | [ 22 ]  |
| Грудень  | 2023 | Ніко Вільямс і Іньїго Лекуе        | Атлетік Більбао | 2–0     | Атлетіко Мадрид | 16 грудня 2023   | [ 23 ]  |
| Січень   | 2024 | Ферран Торрес і Жуан Фелікс        | Барселона       | 3–2     | Реал Бетіс      | 21 січня 2024    | [ 24 ]  |
| Лютий    | 2024 | Алекс Сола і Саму Омородіон        | Алавес          | 1–2     | Барселона       | 3 лютого 2024    | [ 25 ]  |
| Березень | 2024 | Мікель Оярсабаль і Мікель Меріно   | Реал Сосьєдад   | 1–0     | Кадіс           | 15 березня 2024  | [ 26 ]  |
| Квітень  | 2024 | Іско і Набіль Фекір                | Реал Бетіс      | 2–1     | Сельта          | 12 квітня 2024   | [ 27 ]  |